# Centre technique interprofessionnel des fruits et légumes
Le Centre technique interprofessionnel des fruits et légumes (CTIFL) est un organisme interprofessionnel créé en 1952 dans le cadre de la loi du 22 juillet 1948 sur les centres techniques industriels. Il est de droit privé et d’utilité publique, et membre de l'ACTA.

## Ses missions
Ses missions sont définies dans le cadre de ses statuts et s’appliquent aux différents volets de la filière fruits et légumes, aussi bien sur des aspects d’amont tels que la sélection de nouvelles variétés, que sur la conservation ou le conditionnement du produit ou au niveau de la distribution et des consommateurs. Il réunit toutes les familles professionnelles pour améliorer l’expertise des différents métiers de la filière fruitière et légumière. Il aide à l’intégration de progrès scientifiques et techniques dans les entreprises afin d’accroître leurs compétitivités. Il définit des priorités techniques nationales. Il travaille en collaboration avec d’autres organismes français de cette filière comme Viniflhor, Adar, Interfel, SDQPV, INRA, CIRAD, Ademe, DGCCRF, etc. et assure la coordination des 39 stations régionales d’expérimentation. Enfin, en plus de son action essentielle auprès de la filière fruits et légumes en France, Le CTIFL est aussi amené à participer à des collaborations au niveau européen et international.
Le CTIFL est désigné autorité compétente chargée du contrôle et de la certification des matériels de multiplication fruitiers, hors plants de fraisiers par le ministère de l'Agriculture.

## Organisation

### Gouvernance
Le conseil d'administration est composé de 20 représentants professionnels des chefs d'entreprise ou d'exploitation avec une parité production-négoce, 1 représentant de l'enseignement agricole supérieur, 4 personnalités compétentes, 3 représentants du personnel technique, 4 experts permanents.

### Organisation interne
Afin de répondre à toutes ces activités, le CTIFL comprend son siège parisien et cinq centres et antennes (Bellegarde, Saint-Rémy-de-Provence, Lanxade, Carquefou et Rungis) dont quatre de recherche et d’expérimentation et il coordonne une trentaine de stations régionales d’expérimentations répartie sur toute la France, comme celle qui, au lycée agricole de Capou (CEFEL à Montauban), participe à la création de variétés françaises de kiwi. L’ensemble de ces structures forme un réseau national de travail et d’expérimentation.

### Financement
Jusqu’à la fin de 2015, le CTIFL était essentiellement financé par une taxe fiscale affectée (70% du budget). À la suite de la décision de l’État de supprimer la TFA, une mission du CGAAER est conduite en 2015 pour accompagner la filière française des fruits et légumes dans le changement des modalités de financement. À compter de 2016, le CTIFL est financé par une cotisation volontaire obligatoire (CVO) appelée par Interfel à hauteur de 14 millions d’euros et des fonds issus du CASDAR pour 4 millions d’euros.